# 삼대환공부설
삼대환공부설(三大丸空浮說)은 삼대환(三大丸), 즉 커다란 세 둥근 것인 태양, 지구, 달이 공전한다는 우주관이다. 조선의 학자 김석문(金錫文)이 주장했다.
김석문이 이러한 생각을 직접 밝힌 《역학도해》(易學圖解)는 발견되지 않았지만, 박지원(朴趾源)의 《열하일기》(熱河日記)에는 청나라 학자들에게 김석문의 학설인 삼대환공부설을 소개했다는 기록이 남아있다.